# Athanasios III. von Alexandria
Athanasios III. war orthodoxer Patriarch von Alexandria (1276 bis 1289 und 1294 bis 1303).

## Leben
Athanasios war Mönch im Katharinenkloster auf dem Sinai.
1275 oder 1276 wurde er erstmals als Patriarch von Alexandria erwähnt, bei einem Aufenthalt in Konstantinopel beim byzantinischen Kaiser Michael VIII. Athanasios stellte sich stark gegen die Kirchenpolitik von Patriarch Johannes XI. von Konstantinopel, der für eine Annäherung an die katholische Kirche in Rom eintrat.
Athanasios leitete ein Konzil unter Kaiser Andronikos II., das die Beschlüsse des Konzils von Lyon wieder zurücknahm. Er trat auch gegen die Patriarchen Gregorios II. und Athanasios I. auf. Um 1289 wurde er deshalb auf die Insel Rhodos verbannt.
1294 wurde er wieder als Patriarch von Alexandria erwähnt bei einer Reise nach Kilikien (Armenien). 1303 wurde er erneut verbannt. Er lebte die letzten Jahre seines Lebens auf der Insel Kreta. Sein Todesjahr ist unbekannt.